# Cussy-en-Morvan
 Cussy-en-Morvan  es una población y comuna francesa, en la región de Borgoña, departamento de Saona y Loira, en el distrito de Autun y cantón de Lucenay-l'Évêque.

## Demografía
| 734 | 672 | 522 | 505 | 509 | 465 |
| Para los censos de 1962 a 1999 la población legal corresponde a la población sin duplicidades (Fuente: INSEE [Consultar]) |     |     |     |     |     |